# كلوز كريستنسن
كلوز كريستنسن (بالدنماركية: Claus Christensen)‏ هو سباح دانمركي، ولد في 2 يناير 1768 في ألمانيا، وتوفي في 8 مارس 1841 في رندسبورغ في ألمانيا.